# العلاقات الغابونية البليزية
العلاقات الغابونية البليزية هي العلاقات الثنائية التي تجمع بين الغابون وبليز.

## مقارنة بين البلدين
هذه مقارنة عامة ومرجعية للدولتين:
| وجه المقارنة                                              | الغابون                        | بليز         |
| --------------------------------------------------------- | ------------------------------ | ------------ |
| المساحة (كم2)                                             | 267.67 ألف                     | 22.97 ألف    |
| عدد السكان (نسمة)                                         | 2.03 مليون                     | 374.68 ألف   |
| الكثافة السكانية (ن./كم²)                                 | 7.58                           | 16.31        |
| العاصمة                                                   | ليبرفيل                        | بلموبان      |
| اللغة الرسمية                                             | لغة فرنسية                     | لغة إنجليزية |
| العملة                                                    | فرنك وسط أفريقي                | دولار بليزي  |
| الناتج المحلي الإجمالي (بليون دولار)                      | 14.62 مليار                    | 1.84 مليار   |
| الناتج المحلي الإجمالي (تعادل القوة الشرائية) بليون دولار | 34.65 مليار                    | 3.05 مليار   |
| الناتج المحلي الإجمالي الاسمي للفرد دولار أمريكي          | 8.27 ألف                       | 4.88 ألف     |
| الناتج المحلي الإجمالي للفرد دولار أمريكي                 | 19.43 ألف                      | 8.42 ألف     |
| مؤشر التنمية البشرية                                      | 0.684                          | 0.715        |
| رمز المكالمات الدولي                                      | +241                           | +501         |
| رمز الإنترنت                                              | .ga                            | .bz          |
| المنطقة الزمنية                                           | ت ع م+01:00، توقيت غرب أفريقيا | 00           |

## منظمات دولية مشتركة
يشترك البلدان في عضوية مجموعة من المنظمات الدولية، منها:
| علم المنظمة | اسم المنظمة                                 | تاريخ انضمام الغابون | تاريخ انضمام بليز |
| ----------- | ------------------------------------------- | -------------------- | ----------------- |
|             | يونسكو                                      | 16 نوفمبر 1960       | 10 مايو 1982      |
|             | الفريق المعني برصد الأرض                    | ?                    | ?                 |
|             | مؤسسة التمويل الدولية                       | 20 أكتوبر 1970       | 19 مارس 1982      |
|             | منظمة حظر الأسلحة الكيميائية                | ?                    | ?                 |
|             | مؤسسة التنمية الدولية                       | 4 نوفمبر 1963        | 19 مارس 1982      |
|             | منظمة التجارة العالمية                      | ?                    | ?                 |
|             | وكالة ضمان الاستثمار متعدد الأطراف          | 26 مارس 2003         | 29 يونيو 1992     |
|             | الاتحاد البريدي العالمي                     | ?                    | ?                 |
|             | الاتحاد الدولي للاتصالات                    | 28 ديسمبر 1960       | 16 ديسمبر 1981    |
|             | منظمة الشرطة الجنائية الدولية               | ?                    | ?                 |
|             | الأمم المتحدة                               | 20 سبتمبر 1960       | 25 سبتمبر 1981    |
|             | البنك الدولي للإنشاء والتعمير               | 10 سبتمبر 1963       | 19 مارس 1982      |
|             | مجموعة دول أفريقيا والكاريبي والمحيط الهادئ | ?                    | ?                 |

## وصلات خارجية
- موقع وزارة الخارجية البليزية